# Braswell (Georgia)
Braswell es un pueblo ubicado en el condado de Polk en el estado estadounidense de Georgia. En el censo de 2000, su población era de 80.

## Demografía
En el 2000 la renta per cápita promedia del hogar era de $38,250, y el ingreso promedio para una familia era de $38,750. El ingreso per cápita para la localidad era de $14,275. Los hombres tenían un ingreso per cápita de $28,000 contra $19,375 para las mujeres.

## Geografía
Braswell se encuentra ubicado en las coordenadas 33°59′2″N 84°57′34″O / 33.98389, -84.95944 (33.983787, -84.959479).
Según la Oficina del Censo, la localidad tiene un área total de 7,9 km² (3,1 mi²), de la cual 7,9 km² (3,1 mi²) es tierra y 0 km² (0 mi²) (0.0%) es agua.